# Dolicheremaeus inaequalis
Dolicheremaeus inaequalis är en kvalsterart som beskrevs av Balogh och Sandór Mahunka 1967. Dolicheremaeus inaequalis ingår i släktet Dolicheremaeus och familjen Tetracondylidae. Inga underarter finns listade i Catalogue of Life.